# If Found...
『If Found...』は、アイルランドのゲーム開発スタジオDreamfeelが開発しアンナプルナ・インタラクティブより2020年5月19日に発売されたビジュアルノベル。

## 概要
1993年12月のアイルランドのアキル島を舞台に、23歳のトランスジェンダーの女性カシオ（Kasio）の苦悩や友情が描かれる。天体物理学を学ぶ大学のあるダブリンから故郷のアキル島に久々に戻ったカシオは、女性の姿に変貌した息子に戸惑う母親と口論になって家を飛び出した後、旧友の男性コラム（Colum）とそのボーイフレンドのジャック（Jack）、そして二人とバンド活動を行う男性シャンズ（Shans）とともに廃屋での共同生活を送ることになる。また、これとは別の物語として、ブラックホールが地球を呑み込もうとする危機を救うために宇宙飛行士のカシオペア（Cassiopeia）が宇宙を巡るというSF的なエピソードが随所に挿入され、二つの物語は終盤で一つに収束する。
本作の物語は、12月31日時点で廃屋にいるカシオが、帰郷日の12月3日からつけていた日記の文章を消しゴムで消していき、その内容に関する場面をプレイヤーが追体験するという構成になっている。プレイヤーは画面上の消しゴムを操作し、文章だけでなくイラストも消していくことで物語が進行する。
2020年10月22日にNintendo Switch版がリリースされたことに合わせて、新たなエピローグやアートワークが追加された。

## 開発
開発スタジオのDreamfeelは本作ディレクターのLlaura McGeeが元々個人で運営していたが、前回開発した『Curtain』のプロジェクトの終了後、一人での開発は非常に大変で遅いことに気づいて協力者を探し始め、友人を通じて紹介されたアーティストのLiadh Youngと意気投合した。豪華な3Dグラフィックに多額の予算を投じるのではなく自分たちの強みを発揮できるゲームにするという方針で検討を進める中で、McGeeはノートに関するアイデアに夢中になり、それが本作の基本的なコンセプトに繋がった。2016年頃にはイベント出展用のデモを作成したもののプロジェクトが行き詰まり、更にプライベートの忙しさでゲームに専念できない状態に陥っていたが、その後、アンナプルナ・インタラクティブと契約して支援を受けることになり開発が継続された。
McGeeはトランスジェンダーの女性で、本作の物語は自伝ではないものの、1990年代にアイルランドの沿岸の村で育った自身の感情が反映されている。また、サイドストーリーのSF要素は、カシオの中にある暗い空虚なブラックホールが人間関係を妨げているという考えが基になっており、こうした現実と非現実を組み合わせる手法にはマジックリアリズム作家の影響がある。

## 評価
- IDI Awards 2016 「Digital Design/Game Design」受賞（『If Found Please Return』名義）[5]
- The Game Awards 2020（英語版） 「Games for Impact」ノミネート[6]
- Pégases 2021 「Meilleur jeu vidéo mobile étranger（最優秀外国モバイルゲーム）」受賞[7]
- 第32回GLAADメディア賞 「Outstanding Video Game」ノミネート[8]